# Saint-Donan
Pour les articles homonymes, voir Donan.
Saint-Donan [sɛ̃dɔnɑ̃] (Sant-Donan en breton) est une commune française située près de Saint-Brieuc dans le département des Côtes-d'Armor, en région Bretagne.

## Toponymie
Le nom de la localité est attesté sous les formes Saint  en 1469, Saint Donon en 1480, Sanctus Donnanus en 1516, Sainct Donan en 1543.
On trouve la forme Saint-Donan dès le XVIIe siècle.
Le nom en breton de la commune est Sant-Donan.
Saint-Donan est certainement un disciple de Saint-Brieuc. En 418, saint Donan originaire de Grande-Bretagne, se réfugia dans l'Armorique, et fonda sur les bords de Gouët, une colonie chrétienne.

## Histoire

### Époque moderne
Saint-Donan est l'unique commune de France qui ait demandé, par le truchement de son maire Yves Lhostelier, le retour à la monarchie en la personne du jeune Louis XVII détenu au Temple, ainsi que le rétablissement du clergé, lors des assemblées primaires de 1793.

### LeXXesiècle

#### Les guerres duXXesiècle
Le monument aux morts porte les noms des 66 soldats morts pour la Patrie :
- 60 sont morts durant la Première Guerre mondiale ;
- 3 sont morts durant la Seconde Guerre mondiale ;
- 3 sont morts durant la guerre d'Algérie.

## Héraldique
La commune ne possède pas de Blason. Cependant, elle possède un logo.

- Image du logo de la ville.

## Géographie

### Communes limitrophes
| Plouvara | Plerneuf    | La Méaugon   |
| Cohiniac | Saint-Donan | Ploufragan   |
| Cohiniac | Le Fœil     | Plaine-Haute |

### Hydrographie
Pour un article plus général, voir Réseau hydrographique des Côtes-d'Armor.
La commune est située dans le bassin Loire-Bretagne. Elle est drainée par le Gouët, la Maudouve, le Camet, le Gourgou et le ruisseau de Gourgou,,.
Le Gouët, d'une longueur de 47 km, prend sa source dans la commune du Haut-Corlay et se jette  dans la baie de Saint-Brieuc en limite de Plérin et de Saint-Brieuc, après avoir traversé 16 communes.  Les caractéristiques hydrologiques du Gouët sont données par la station hydrologique située sur la commune de Ploufragan. Le débit moyen mensuel est de 2,06 m3/s. Le débit moyen journalier maximum est de 29,2 m3/s, atteint lors de la crue du 7 février 2014. Le débit instantané maximal est quant à lui de 36,3 m3/s, atteint le même jour.
Un plan d'eau complète le réseau hydrographique : le barrage de St Barthélémy, d'une superficie totale de 78,9 ha (14,85 ha sur la commune),.

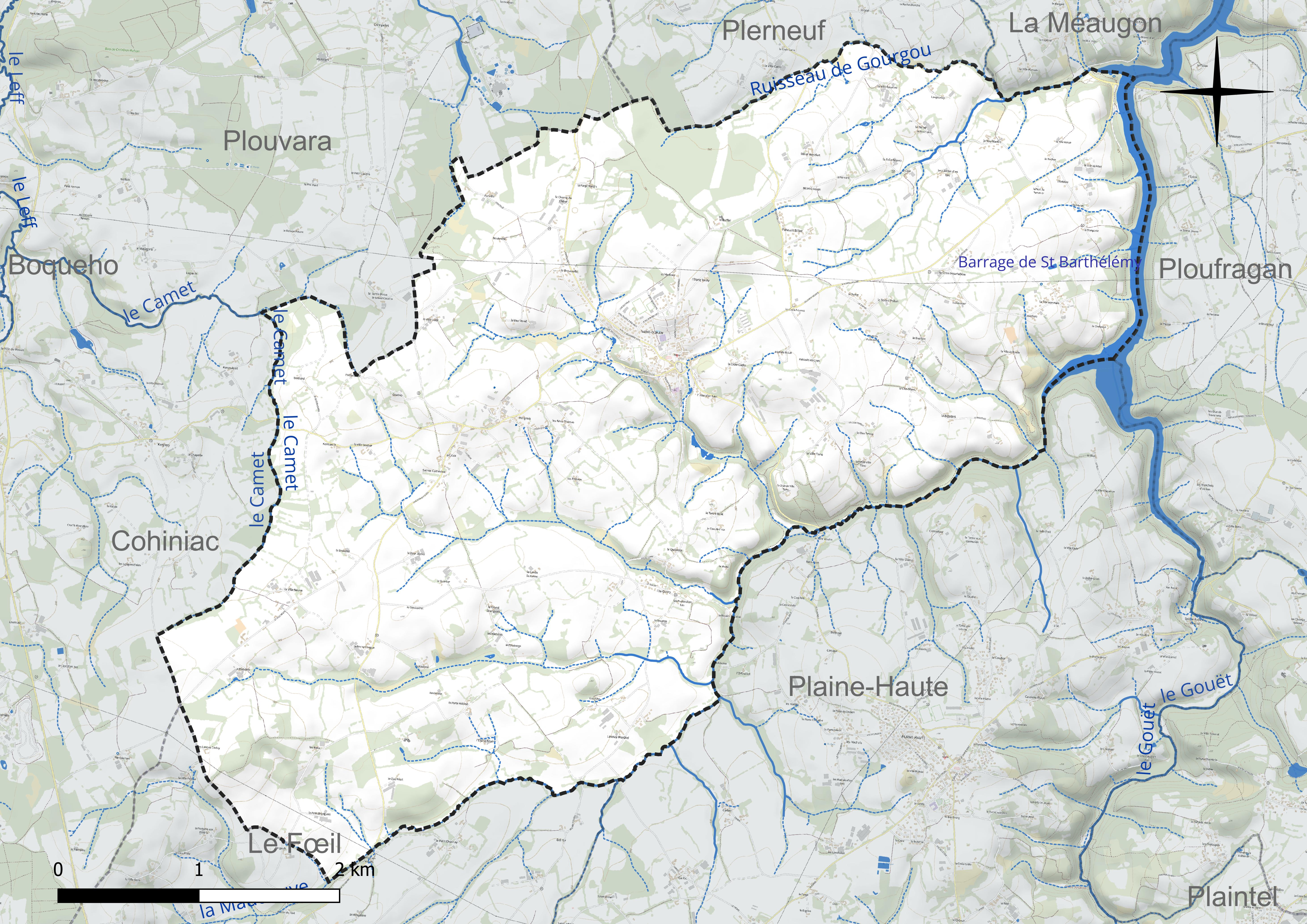
Réseau hydrographique de Saint-Donan.

### Climat
Pour des articles plus généraux, voir Climat de la Bretagne et Climat des Côtes-d'Armor.
En 2010, le climat de la commune est de type climat océanique franc, selon une étude du CNRS s'appuyant sur une série de données couvrant la période 1971-2000. En 2020, Météo-France publie une typologie des climats de la France métropolitaine dans laquelle la commune est exposée à un climat océanique et est dans la région climatique  Finistère nord, caractérisée par une pluviométrie élevée, des températures douces en hiver (6 °C), fraîches en été et des vents forts. Parallèlement l'observatoire de l'environnement en Bretagne publie en 2020 un zonage climatique de la région Bretagne, s'appuyant sur des données de Météo-France de 2009. La commune est, selon ce zonage, dans la zone « Intérieur  », exposée à un climat médian, à dominante océanique.  
Pour la période 1971-2000, la température annuelle moyenne est de 10,8 °C, avec une amplitude thermique annuelle de 11,6 °C. Le cumul annuel moyen de précipitations est de 876 mm, avec 13,6 jours de précipitations en janvier et 7,3 jours en juillet. Pour la période 1991-2020, la température moyenne annuelle observée sur la station météorologique la plus proche, située sur la commune de Trémuson à 7 km à vol d'oiseau, est de 11,4 °C et le cumul annuel moyen de précipitations est de 757,3 mm,. Pour l'avenir, les paramètres climatiques de la commune estimés pour 2050 selon différents scénarios d’émission de gaz à effet de serre sont consultables sur un site dédié publié par Météo-France en novembre 2022.

## Urbanisme

### Typologie
Au 1er janvier 2024, Saint-Donan est catégorisée commune rurale à habitat dispersé, selon la nouvelle grille communale de densité à sept niveaux définie par l'Insee en 2022.
Elle est située hors unité urbaine. Par ailleurs la commune fait partie de l'aire d'attraction de Saint-Brieuc, dont elle est une commune de la couronne,. Cette aire, qui regroupe 51 communes, est catégorisée dans les aires de 200 000 à moins de 700 000 habitants,.

### Occupation des sols
L'occupation des sols de la commune, telle qu'elle ressort de la base de données européenne d’occupation biophysique des sols Corine Land Cover (CLC), est marquée par l'importance des territoires agricoles (89 % en 2018), une proportion sensiblement équivalente à celle de 1990 (89,2 %). La répartition détaillée en 2018 est la suivante : 
zones agricoles hétérogènes (48,3 %), terres arables (37,3 %), forêts (8,7 %), prairies (3,4 %), zones urbanisées (1,7 %), eaux continentales (0,6 %).
L'IGN met par ailleurs à disposition un outil en ligne permettant de comparer l’évolution dans le temps de l’occupation des sols de la commune (ou de territoires à des échelles différentes). Plusieurs époques sont accessibles sous forme de cartes ou photos aériennes : la carte de Cassini (XVIIIe siècle), la carte d'état-major (1820-1866) et la période actuelle (1950 à aujourd'hui).

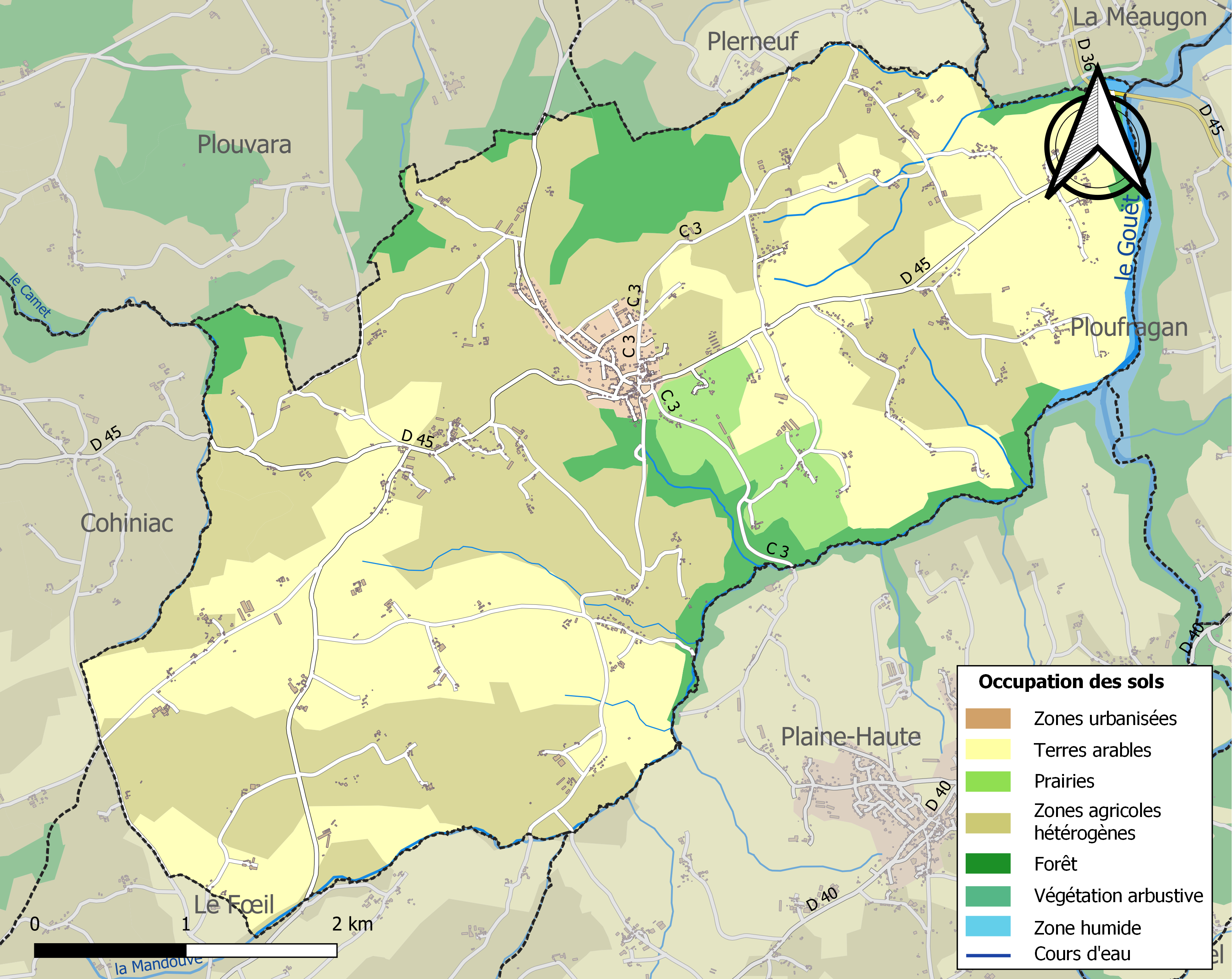
Carte des infrastructures et de l'occupation des sols de la commune en 2018 (CLC).
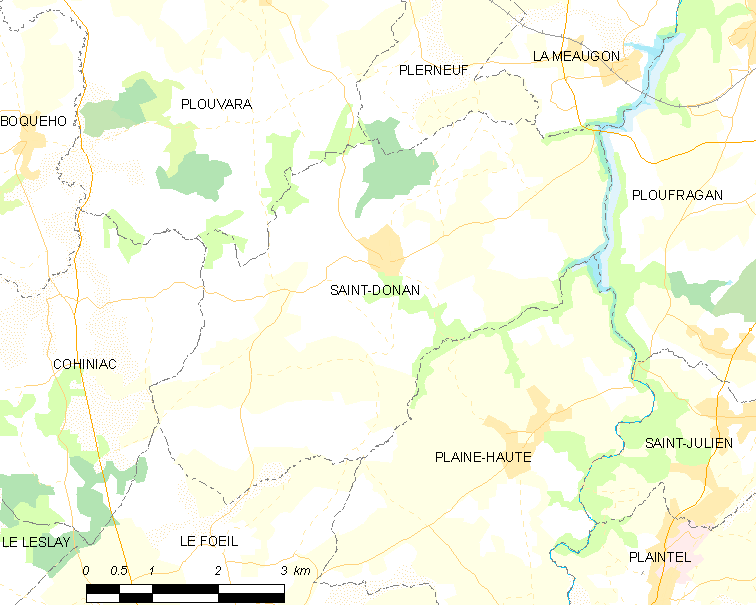
Carte de la commune.

### Morphologie urbaine
La ville regroupe au centre la majeure partie de la population. Plusieurs hameaux sont dispersés dans la campagne.

## Politique et administration

### Liste des maires
| Période                                  | Période               | Identité                         | Étiquette | Qualité                                                                             |
| ---------------------------------------- | --------------------- | -------------------------------- | --------- | ----------------------------------------------------------------------------------- |
| Les données manquantes sont à compléter. |                       |                                  |           |                                                                                     |
| septembre 1905                           |                       | M. Robin                         |           | Ancien adjoint au maire                                                             |
| Les données manquantes sont à compléter. |                       |                                  |           |                                                                                     |
| 1926                                     | mai 1935              | Eugène Boquého                   |           |                                                                                     |
| mai 1935                                 | décembre 1961 (décès) | Charles de Castellan (1900-1961) |           | Vicomte                                                                             |
| janvier 1962                             | juin 1995             | Louis Bidault (1925-1997)        |           |                                                                                     |
| juin 1995                                | mars 2001             | Guy Le Gal                       |           | Enseignant                                                                          |
| mars 2001                                | 22 mars 2008          | Gérard Étiemble (1938-2021)      | DVG       | Exploitant agriciole, ancien adjoint au maire Réélu en 2005                         |
| 22 mars 2008                             | 29 mars 2014          | Louis Kerbœuf                    | DVD       | Retraité d'une entreprise de transports                                             |
| 29 mars 2014                             | 27 mai 2020           | Loïc Bidault                     | DVG       | Cadre retraité 15e vice-président de Saint-Brieuc Armor Agglomération (2017 → 2020) |
| 27 mai 2020                              | En cours              | Michel Petra                     | DVG       | Agent de maîtrise à BAT                                                             |

## Démographie
Ses habitants sont appelés les Donanais.
L'évolution du nombre d'habitants est connue à travers les recensements de la population effectués dans la commune depuis 1793. Pour les communes de moins de 10 000 habitants, une enquête de recensement portant sur toute la population est réalisée tous les cinq ans, les populations de référence des années intermédiaires étant quant à elles estimées par interpolation ou extrapolation. Pour la commune, le premier recensement exhaustif entrant dans le cadre du nouveau dispositif a été réalisé en 2007.

En 2022, la commune comptait 1 467 habitants, en évolution de +1,31 % par rapport à 2016 (Côtes-d'Armor : +1,78 %, France hors Mayotte : +2,11 %).
| 1793  | 1800  | 1806  | 1821  | 1831  | 1836  | 1841  | 1846  | 1851  |
| ----- | ----- | ----- | ----- | ----- | ----- | ----- | ----- | ----- |
| 2 429 | 2 621 | 2 165 | 2 552 | 2 553 | 2 640 | 2 341 | 2 317 | 2 323 |

| 1856  | 1861  | 1866  | 1872  | 1876  | 1881  | 1886  | 1891  | 1896  |
| ----- | ----- | ----- | ----- | ----- | ----- | ----- | ----- | ----- |
| 2 114 | 2 130 | 1 989 | 1 930 | 1 857 | 1 739 | 1 615 | 1 618 | 1 524 |

| 1901  | 1906  | 1911  | 1921  | 1926  | 1931  | 1936  | 1946  | 1954 |
| ----- | ----- | ----- | ----- | ----- | ----- | ----- | ----- | ---- |
| 1 502 | 1 370 | 1 276 | 1 061 | 1 031 | 1 084 | 1 080 | 1 082 | 970  |

| 1962 | 1968 | 1975 | 1982  | 1990  | 1999  | 2006  | 2007  | 2012  |
| ---- | ---- | ---- | ----- | ----- | ----- | ----- | ----- | ----- |
| 958  | 863  | 864  | 1 074 | 1 278 | 1 347 | 1 410 | 1 419 | 1 462 |

| 2017  | 2022  | - | - | - | - | - | - | - |
| ----- | ----- | - | - | - | - | - | - | - |
| 1 457 | 1 467 | - | - | - | - | - | - | - |

## Économie

### Transports
Saint-Donan est reliée au reste de l'agglomération du lundi au samedi grâce à la ligne 90 des Transports urbains briochins (TUB).

## Culture locale, patrimoine et tourisme
Pour toutes informations concernant la culture et le tourisme de la commune : article sur Wikivoyage.
- Manoir du Rufflet ou Rufflay : propriété des seigneurs du Rufflay (Le Gascoin du Rufflay, mentionné en 1261), probablement située à l'emplacement d'une ancienne place forte entourée de douves, en grande partie encore visibles aujourd'hui.
  - Chapelle Sainte-Barbe : dépendant du manoir du Rufflet.
- Croix de Kergrois : cette croix porte le nom de Croix Cosson, sans doute parce qu'elle fut érigée au XVIIe siècle par dom Sylvestre Cosson, un prêtre habitant le village de Kergrois. Elle fut réédifiée par le fils de l'ancien maire de la période révolutionnaire Yves L'Hôtellier. La croix actuelle n'a pas encore 50 ans.
- Chapelle de Lorchan, nom dérivé du breton Lohan (dérivé lui-même de Loch+ an), auquel on aurait rajouté un r parasite. Il existait en effet à Lorchan un petit étang (Loc'h an) dépendant du manoir tout proche de Kergaux d'en Bas.
- Château du Grand Chesnay (1898) et ancien manoir des XVe et XVIe siècles[32].
- Le Rocher Sonnant tirerait son nom du breton Roc'h Sonnan en raison de la verticalité avec laquelle il domine la Maudouve (Lamm an dour), la rivière qui passe au pied.
- La retenue d'eau de La Méaugon, créé par le barrage de Saint-Barthélémy.
- Église Saint-Donan.

### Coutume et tradition
À Saint-Donan, lorsqu'un projet connu de mariage se trouvait définitivement rompu, par suite d'une autre union que contracte l'une des parties intéressées, on avait l'habitude de railler la déconvenue de celle qui reste en lui mettant la torche, « on met la torche » ou « on passe la torche » à un jeune homme ainsi évincé. La torche est un cercle de tamis, rembourré avec des chiffons et du foin, sur lequel la jeune mère s'assied au foyer pour soigner son enfant. Pour faire une farce à l'amoureux évincé, on lui passe adroitement la tête dans cet instrument domestique, dont on a retiré les chiffons. C'est sans doute une façon de lui faire entendre qu'il ne donnera pas à son ancienne amie d'enfant à chauffer.

## Personnalités liées à la commune
- André Ruffet : coureur cycliste né le 10 septembre 1929 à Saint-Donan.
- Yves L'Hotellier

En 1792, Saint-Donan est la seule commune de France (sur 40 000 en France) à rejeter la constitution et à voter pour le retour de la royauté, lors du vote du conseil municipal concernant l'acceptation de la Constitution ainsi que le rétablissement du clergé, lors des assemblées primaires de 1793. Son maire, Yves L'Hôtellier a, par la suite, été destitué le 19 septembre 1793, est incarcéré avec plusieurs autres notables, et libéré par les royalistes lors de la prise de Saint-Brieuc le 27 octobre 1799. En 1827, il est décoré de la Légion d'honneur.
- Gérald Le Guilloux : Artiste magicien né le 25 mai 1968 a obtenu les plus hautes distinctions dans le monde de la magie.

Il a participé entre autres à 
Grand au festival international à liège 1993 - Colombe d'or Juan les Pins 1994 - Baguette d'or Monté Carlo 1994
Anneaux d'or Lausanne 1996 - Mandrake d'or 1998 - Champion de France 2005 - Master Of Magic 2014 Italie...
Le Plus Grand Cabaret du monde avec Patrick Sébastien.(France 2)